# El estudiante (película de 2011)
El estudiante es una película argentina dramática de 2011 escrita y dirigida por Santiago Mitre y protagonizada por Esteban Lamothe, Romina Paula y Valeria Correa. Es el primer largometraje de este director y trata de la historia de un joven que llega a estudiar a Buenos Aires desde el interior del país y está ambientada en la universidad en tiempo actual. Se estrenó el 1 de septiembre de 2011.
La película fue exhibida en el Buenos Aires Festival Internacional de Cine Independiente en abril de 2011 y obtuvo el Premio Especial del Jurado y el Premio Federación Iberoamericana de Escuelas de Imagen y Sonido (FEISAL). La filial argentina de FIPRESCI -entidad que nuclea a las asociaciones de críticos de cine del mundo- la eligió como la Mejor Película Argentina estrenada en 2011.
Por su parte Gustavo Biazzi, Soledad Rodríguez, Alejo Maglio y Federico Cantini, obtuvieron el premio de la Asociación de Directores de Fotografía (ADF) por su labor en el filme. La película se presentó el 4 de octubre de 2011 en el Festival Internacional de Cine de Hamburgo.
En su presentación en la competencia oficial del Festival Internacional de Cine de Cartagena el jurado le otorgó el premio India Catalina a la Mejor película, máximo galardón del festival iberoamericano.

## Sinopsis
Roque (Esteban Lamothe) se encuentra en Buenos Aires, venido del interior del país, para iniciar por tercera vez sus estudios universitarios. Pero al poco tiempo, sin vocación ni metas, se dedica a deambular por la facultad, a hacerse amigos y a conocer chicas, una de las cuales, Paula (Romina Paula), lo acerca a la militancia política universitaria, donde ascenderá de manera meteórica y cambiará su vida para siempre.

## Reparto
- Esteban Lamothe como Roque Espinosa.
- Romina Paula como Paula.
- Valeria Correa como Valeria.
- Ricardo Félix como Alberto Acevedo.
- Agustín Rittano como Lorenzo
- Julián Larquier Tellarini como Lautaro.
- Germán de Silva como Horacio.
- Juan Barberini como Ángel.
- Alberto Suárez como Hipólito.
- Oscar Mauregui como Rivarola.
- Héctor Díaz como Guillermo Farrell.
- Javier Niklison como Ernesto Espinosa.
- Mariana Mitre como Marisa.
- Agustín Labiaguerre como Miguel.
- Francisco Quintana como Arturo.
- Melina Benítez como Melina.
- Pablo Sigal como Jaime.
- Micaela Rey como Isabel.
- Julián Krakov como Mauricio.
- Martín Tchira como Jara.
- Pablo Gasloli como Jáuregui.
- Monica Raiola como Elvira.
- Laura Paredes como novia de Hipólito.
- Lucía Bialet como Lorena
- María Emilia Ladogana como Mili.
- Agustín Romero como Martín.
- Tomás Fadel como Eugenio.
- Justo Contín como Militante.

## Producción
El director solicitó apoyo del Instituto Nacional de Cine y Artes Audiovisuales para obtener la financiación y le fue negado, por lo cual debió modificar la estrategia de rodaje al no poder afrontar los costos de reproducir los ámbitos universitarios superpoblados. Entonces si bien la película es totalmente ficcional y los actores están representando un guion escrito, se filmó efectivamente en los pasillos de la facultad y en las aulas con sus alumnos y en las asambleas, mezclando allí a los personajes, para lo cual tuvo la ayuda del centro de estudiantes y de las autoridades de la Facultad de Ciencias Sociales de la Universidad de Buenos Aires, que les permitieron usar los espacios, así como la fundamental solidaridad de todos los estudiantes.

## Críticas
El crítico Leonardo D’Espósito opinó en la revista Noticias que "es un thriller político lleno de suspenso, de zancadillas, de pequeñas victorias, de traiciones, de sexo, de manipulaciones. Una dinámica y despiadada radiografía del poder que utiliza como escenario la universidad. Un retrato de la UBA más allá de lo preciso –hasta la sátira– que se refiere de modo transparente a la miseria y la grandeza de nuestra vida política o, más allá, a la naturaleza y el manejo del poder, un tema que excede cualquier coyuntura. Ópera prima realizada con un profesionalismo abrumador sin los subsidios del INCAA, no solo es el mejor filme argentino del año, sino una obra histórica."

## Premios y nominaciones

### Premio Cóndor de Plata
| Año  | Categoría            | Receptor           | Resultado |
| ---- | -------------------- | ------------------ | --------- |
| 2011 | Mejor película       | El estudiante      | Nominada  |
| 2011 | Mejor ópera prima    | Santiago Mitre     | Ganador   |
| 2011 | Mejor director       | Santiago Mitre     | Nominado  |
| 2011 | Mejor guion original | Santiago Mitre     | Ganador   |
| 2011 | Revelación masculina | Esteban Lamothe    | Ganador   |
| 2011 | Revelación femenina  | Romina Paula       | Nominada  |
| 2011 | Mejor Montaje        | Delfina Castagnino | Nominada  |